# 布魯亞庫縣
布魯亞庫縣（西班牙語：Departamento Burruyacú），是阿根廷的縣份，位於該國北部圖庫曼省，首府設於布魯亞庫，面積3,605平方公里，該地區的地震活動頻繁和低強度，2010年人口36,951，人口密度每平方公里10.25人。